# Alexandr Vasilevski
Alexandr Mihailovici Vasilevski (în limba rusă: Алекса́ндр Миха́йлович Василе́вский, *30 septembrie 1895 – † 5 decembrie 1977) a fost un comandant militar sovietic, din 1943 Mareșal al Uniunii Sovietice. A fost șeful Statului Major Sovietic și adjunct al Ministrului Apărării în timpul celui de-al doilea război mondial, și Ministru al Apărării din 1949 până în 1953. Cât timp s-a aflat în fruntea Marelui Stat Major, Vasilevski a fost principalul autor și coordonator al planurilor a aproape tuturor ofensivelor sovietice, de la contraofensiva de la Stalingrad până la asaltul împotriva Prusiei Răsăritene și Königsbergului.

## Copilăria și tinerețea
Vasilevski s-a născut pe 18 septembrie (stil vechi)/30 septembrie (stil nou) 1895 în Novaia Golcia, uezdul Kineșma (azi parte a orașului Viciuga – regiunea Kostroma). Vasilevski a fost al patrulea copil dintre cei opt frați ai săi. Tatăl lui, Mihail Alexandrovici Vasilevski, era preot, iar mama, Nadejda Ivanovna Sokolova, era fiica preotului din satul vecin Ugleț. Se povestește că Vasilevski a rupt legăturile cu părinții lui după 1926 datorită apartenenței la VKP(b) Partidul Comunist (bolșevic) cât și datorită obligațiilor lui militare. Alți trei dintre frații lui Vasilevski au procedat în același fel. În cele din urmă, familia Vasilevski a reluat relațiile normale dintre membrii săi în 1940, după ce Stalin a dat sfaturi în acest sens.
După cum spune chiar Vasilevski însuși, familia lui era foarte săracă. Tatăl lui petrecea cea mai mare parte a zilei muncind să câștige bani, în vreme ce copii lucrau la munca câmpului. În 1897, familia s-a mutat la Novopokrovskoe, unde tatăl său a devenit preot în noua biserică din oraș, și unde tânărul Alexandr a început să învețe la școala parohială. În 1909, Alexandr a fost admis la seminarul din Kostroma, ceea ce a presupus anumite sacrificii financiare din partea părinților lui. În acel an, o directivă ministerială care împiedica foștii seminariști să înceapă studii universitare a provocat o mișcare națională de protest a seminariștilor, cursurile din cadrul instituțiilor religioase de învățământ fiind oprite în întreaga Rusie. Vasilevski, alături de alți protestatari, a fost exmatriculat de la Kostroma, dar a fost reprimit la școală câteva luni mai târziu, după ce guvernul a sadisfăcut cererile seminariștilor.

### Primul război mondial și războiul civil

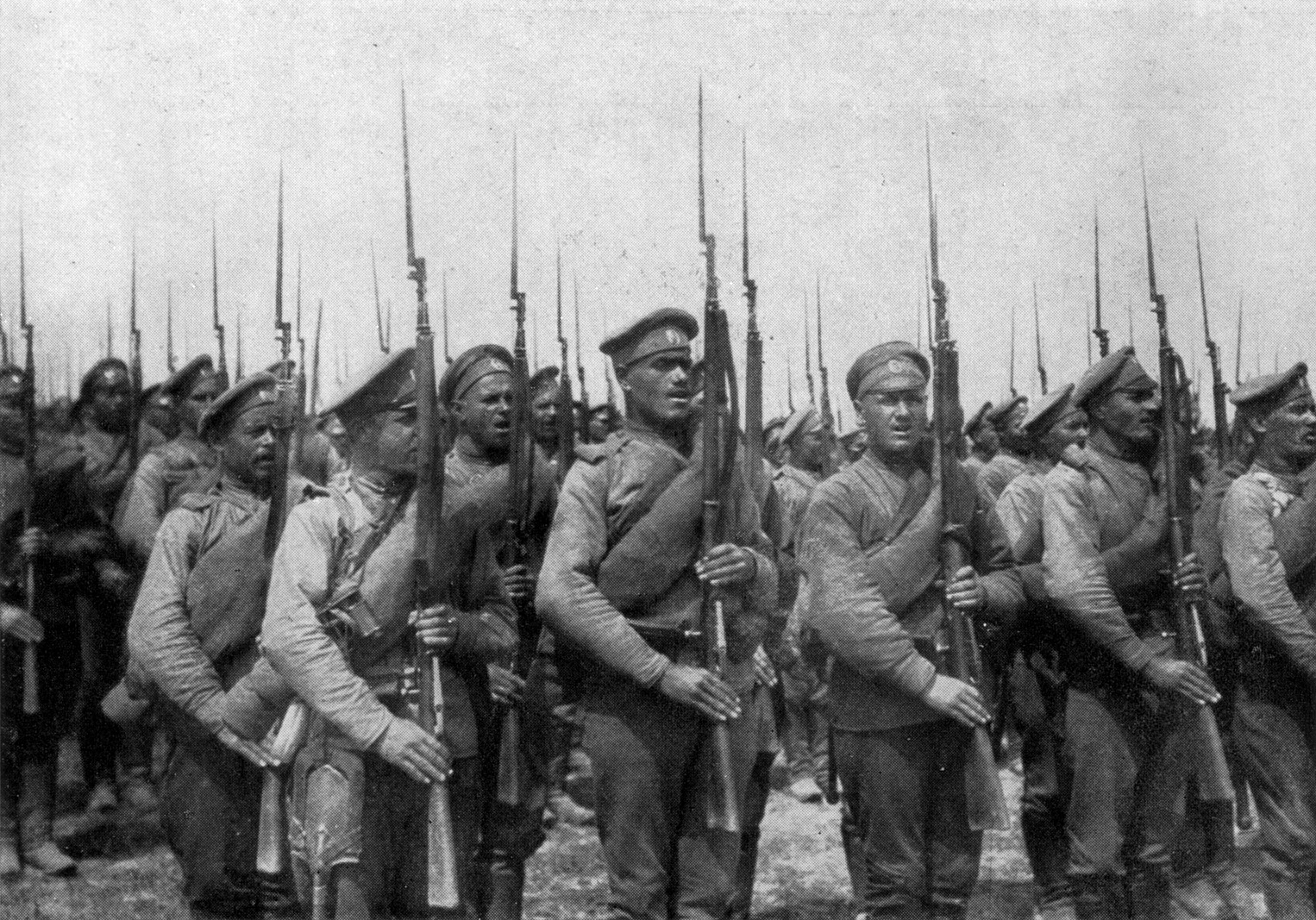
Infanteria rusă în primul război mondial

După terminarea seminarului și după câțiva ani petrecuți la catedră ca învățător, Vasilevski s-a hotărât să studieze pentru a deveni agronom sau topograf, dar izbucnirea primului război mondial i-a schimbat planurile. După cum mărturisea mai târziu, Vasilevski a fost "copleșit de sentimente patriotice" și a decis să se înroleze. Vasilevski a fost admis după susținerea în februarie a examenului corespunzător la  Academia Militară de Drept. După cum își amintea mareșalul, "Nu am decis să devin ofițer pentru a începe o carieră militară. Încă mai doream să devin agronom și să lucrez într-un colț îndepărtat al Rusiei după război. Nu puteam crede că țara mea se va schimba iar eu nu. ." După patru luni de cursuri, pe care el avea să le considere mai târziu total depășite din punct de vedere teoretic și nepotrivite pentru războiul modern, Vasilevski a fost trimis pe front cu gradul de praporșcik în mai 1915.
Din iunie în septembrie, Vasilevski a fost repartizat la diferite regimente de rezervă, pentru ca în septembrie să fie numit într-un regiment de primă linie în funcția de comandant de grupă (polurotni) în Regimentul 409 Novohoperski, Divizia a 109-a, Armata a 9-a. În primăvara anului 1916, Vasilevski a primit comanda unei companii, care a devenit în scurtă vreme una dintre cele mai bune ale regimentului. În mai 1916, Vasilevski și-a condus oamenii în timpul luptelor ofensivei Brusilov, fiind avansat la gradul de căpitan în funcția de comandant de batalion, după ce corpul ofițeresc al regimentului a suferit pierderi mari în timpul luptelor.
În noiembrie 1917, imediat după Revoluția din Octombrie, Vasilevski a hotărât să renunțe la cariera militară. După cum avea să scrie în memoriile sale,  "A fost un timp în care am condus soldații în luptă, gândindu-mă că-mi fac datoria ca patriot rus. Până la urmă am înțeles că am fost înșelat, că poporul avea nevoie de pace... De aceea, cariera mea militară a trebuit să înceteze. Fără nicio remușcare, am putut să mă reîntorc la ocupația mea favorită, munca pe câmp." Vasilevski a plecat de pe frontul din România, unde era staționată unitatea sa în 1917, înapoi în satul său.
În decembrie 1917, în timp ce se călătorea către casă, Vasilevski a aflat că oamenii din Regimentul al 409-lea, care fusese transferat în Ucraina, l-au ales comandantul lor. (La începutul Revoluției Ruse, soldații își alegeau comandanții). Autoritățile militare locale l-au sfătuit pe Vasilevski să refuze demnitatea acordată de foștii camarazi datorită luptelor grele care se duceau în Ucraina între forțele procomuniste și cele proindependentiste ale Radei Centrale. Vasilevski a ascultat acest sfat și a devenit instructor militar în uezdul său natal, Kineșma. În septembrie 1918, Vasilevskia a renunțat și la această ultimă functie militară și a devenit învățător în Regiunea Tula.
În aprilie 1919, Vasilevski a fost mobilizat din nou, de acestă dată în rândurile Armatei Roșii, și a fost trimis în fruntea unei companii să lupte împotriva răscoalelor țărănești și să asigure impunerea politicii de urgență sovietică a prodrazviorstka, care cerea țăranilor să predea toate surplusurile agricole la prețuri fixate arbitrar de autorități. Mai târziu în același an, Vasilevski a preluat comanda unui nou batalion de rezervă și, în octombrie 1919, comanda unui regiment. Până în cele din urmă, regimentul său nu a luat parte la luptele războiului civil, trupele lui Denikin neajungând niciodată aproape de Tula. În decembrie 1919, Vasilevski a fost trimis pe frontul de vest ca adjunct de comandant de regiment, participând la războiul polono-sovietic.

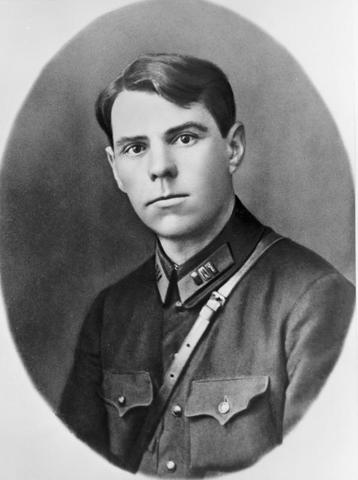
Alexandr Vasilevski în 1928.

Vasilievdki a participat ca adjunct al comandantului Regimentului al 427-lea din Brigada a 32-a, Divizia a 11-a la bătălia de pe râul Berezina.(14 mai 1920) Mai târziu a participat începând cu 4 iulie la ofensiva sovietică spre Wilno, care a înfrânt rezistența polonezilor care se foloseau de fortificațiile germane ridicate în regiune în timpul primului război mondial. Regimentul lui Vasilevski a ajuns în apropierea orașului Wilno la mijlocul lunii iulie. A rămas în garnizoana de aici până la semnarea tratatului de pace polono-sovietic.

### Perioada interbelică
După semnarea tratatului de pace polono-sovietic, Vasilevski a participat la luptele cu resturile forțelor albilor și împotriva țăranilor răsculați din Belarus și din Regiunea Smolensk până în august 1921. Până în 1930, Vasilevski s-a aflat la comanda mai multor regimente de infanterie, remarcându-se prin calitățile de bun organizator și instructor de trupe. În 1928 a absolvit cursurile Vîstrelde comandanți de regiment. În acești ani, Vasilenski a stabilit relații prietenești cu diferiți înalți comandanți ai armatei și cu liderei de partid, printre care Kliment Voroșilov, Vladimir Triandafillov, și Boris Șapoșnikov. Șapoșnikov avea să devină protectorul lui Vasilevski. Relațiile și calitățile de organizator ale lui Vasilevski i-au asigurat în 1931 numirea în cadrul Directoratului Pregătirii Militare.
În această perioadă, Vasilevski a supervizat procesul de instrucție al Armatei Roșii și a lucrat la editarea unor manuale și regulamente militare. În această perioadă a întâlnit pe unii dintre cei mai importanți comandanți militari sovietici, printre ei Mihail Tuhacevski și Gheorghi Jukov. Jukov avea să-l caracterizeze mai târziu ca pe "... un om care-și cunoștea meseria de vreme ce-și petrecuse multă vreme la comanda unui regiment și care câștigase un mare respect din partea tuturora. " În 1934, Vasilevski a fost numit în funcția de inspector principal cu instrucția militară a Districtului militar Volga. În 1937, este admis la Academia Marelui Stat Major, unde a studiat probleme importante ale strategiei militare și alte subiecte, sub îndrumarea unor generali cu experiență, printre ei aflându-se și Mihail Tuhacevski.
Pe la mijlocul anului 1937, situația de la vârful Armatei Roșii era foarte grea: epurările staliniste a lăsat  vacante numeroase posturi de comandanți din vârful ierarhiei militare. Vasilevski a fost numit în Marele Stat Major în octombrie 1937 isr funcția sa a fost cea de "responsabil pentru pregătirea operațională a ofițerilor superiori." În 1938, a fost admis în rândurile Partidului Comunist (o condiție a sine qua non pentru o carieră de succes în URSS). În 1939, a fost numit Comandant adjunct al Directoratului Operațiuni a Marelui Stat Major. În această perioadă, el și Șapoșnikov au elaborat planurile pentru războiul de iarnă, iar după semnarea Tratatului de pace de la Moscova, a fost desemnat să facă parte din  comisia de demarcare a frontierei cu Finlanda.
Dată fiind funcția sa militară, Vasilevski se întâlnea foarte des cu Stalin. În timpul uneia dintre aceste întâlniri, Stalin l-a întrebat pe Vasilevski despre familia sa. Dat fiind faptul că tatăl său era preot și prin aceasta un potențial "dușman al poporului," Vasilevski a răspuns că a încetat să mai aibă relații cu părinții încă din  1926. Stalin, surprins, i-a sugerat generalului să reia legăturile cu familia imediat, mai mult chiar, să-și ajute părinții cu orice ar fi avut nevoie.

### Al doilea război mondial

#### De la începuturi până la Bătălia de la Moscova
În iunie 1941, Vasilevski lucra întreaga zi în biroul său din Marele Stat Major. Pe 22 iunie 1941, a fost printre primii care au fost informați în legătură cu bombardamentele germane asupra unor importante obiective militare și civile sovietice, care au declanșat Operațiunea Barbarossa germană – Marele Război Patriotic sovietic. În august 1941, Vasilevski a fost numit Comandant al directoratului operațiuni al Marelui Stat Major și comandant adjunct al Marelui Stat Major, devenind astfel una dintre cele mai importante personalități ale ierarhiei militare. La sfârșitul lunii septembrie 1941, Vasilevski a ținut un discurs în fața personalului Marelui Stat Major, în care a descris situația ca extrem de dificilă, amintind însă că zona nordică a frontului rezistă, Leningradul nu a căzut, această situație permițând concentrarea de rezerve în nord.
În octombrie 1941, situația de pe front era critică, forțele germane avansând spre Moscova (Operațiunea Taifun). Ca reprezentant al Marelui Stat Major (STAVKA), Vasilevski a fost trimis pe front să coordoneze apărarea și să asigure un flux neîncetat de oameni și provizii pentru regiunea Mojaisk, unde trupele sovietice luptau cu disperare să oprească înaintarea germană. În timpul luptelor grele din suburbiile Moscovei, Vasilevski a încercat să-și împartă timpul între STAVKA și între cele trei fronturi sovietice care apărau capitala sovietică. Când cea mai mare parte a Statului Major în frunte cu mareșalul Șapoșnikov, a fost evacuată evacuată din Moscova, Vasilevski a rămas în oraș ca ofițer de legătură între comandanții apărării Moscovei și Marele Stat Major evacuat. În memoriile sale, Nikita Hrușciov la descris pe Vasilevski ca pe un "specialist capabil" chiar în primele stadii ale războiului. Pe 28 octombrie 1941, Vasilevski a fost avansat la gradul de general locotenent.
Bătălia de la Moscova a fost o perioadă foarte dificilă din viața lui Vasilevsiki, cu Wehrmachtul la porțile capitalei. După cum își amintea mai târziu, ziua sa de muncă se termina deseori la 4 dimineața. Mai mult chiar, după îmbolnăvirea mareșalului Șapoșnikov, Vasilevski a trebuit să ia de unul singur cele mai importante decizii. Pe 29 octombrie 1941, în curtea Marelui Stat Major a explodat o bombă, iar Vasilevski a fost rănit ușor, dar a continuat să lucreze. Marele Stat Major a fost evacuat în subsolurile orașului, continuând să lucreze la capacitate maximă. În decembrie 1941, Vasilevski a coordonat contraofensiva de la Moscova, iar la începutul anului 1942, a coordonat contraofensiva generală dinspre Moscova spre Rostov. În aprilie 1942, el a coordonat operațiunea eșuată de eliminare a pungii de la Demiansk. După ce mareșalul Șapoșnikov s-a îmbolnăvit din nou, Vasilevski a fost numit șef al marelui Stat Major (interimar) pe 24 aprilie și promovat la gradul de general colonel pe 26 aprilie.

#### Vara și toamna anului 1942
În mai 1942 s-a petrecut una dintre cele mai controversate evenimente din cariera lui Vasilevski: a doua bătălie de la Harkov, o contraofensivă eșuată care a dus la o înfrângere usturătoare a Armatei Roșii și care a fost continuată de o contraofensivă germană încununată cu succes (Operațiunea Albastru) în sud. După respingerea germanilor din fața Moscovei, moralul sovieticilor era ridicat, iar Stalin era hotărât să lanseze o nouă contraofensivă în timpul verii. Ca urmare a ordinelor lui Stalin, ofensiva spre Harkov a fost lansată pe 12 mai 1942. Când amenințarea unei încercuiri a sovieticilor a devenit evidentă, Vasilevski și Jukov au cerut permisiunea să înceapă retragerea. Stalin a refuzat să aprobe o asemnea manevră, rezultatul fiind încercuirea trupelor sovietice și totala lor anihilare. În memoriile sale, Hrușciov l-a acuzat pe Vasilevski că a fost pasiv și nedecis, dar și incapabil să-și apere punctul de vedere în fața lui Stalin în cazul acestei operațiuni eșuate. După cum scria el: "Părerea mea este că această catastrofă. . .  putea fi evitată dacă Vasilevski ar fi luat poziția corespunzătoare. Putea să ia o poziție diferită... dar nu a făcut-o și, ca rezultat, după părerea mea, el a avut o contribuție la distrugerea a mii de luptători ai Armatei Roșii în campania de la Harkov. "
În iunie 1942, Vasilevski a fost trimis pentru scurtă vreme la Leningrad să coordoneze încercările de spargere a încercuirii executate de Armata a 2-a de șoc candusă de generalul Andrei Vlasov. Pe 26 iunie 1942, Vasilevski a fost numit șef al Marelui Stat Major, iar, în octombrie 1942, ministru adjunct al apărării. Vasilevski a fost unul dintre puținii militari care au participat la planificarea globală a ofensivelor sovietice. Începând cu 23 iulie 1942, Vasilevski a fost reprezentantul STAVKA la Stalingrad.
Bătălia de la Stalingrad a fost o nouă perioadă dificilă în viața lui Vasilevski. Fiind trimis împreună cu Gheorghi Jukov pe frontul de la Stalingrad, el a încercat să coordoneze coordoneze apărarea orașului în condițiile în care legăturile radio funcționau cu intermitențe. Pe 12 septembrie 1942, în timpul unei întâlniri cu Stalin, Vasilevski și Jukov și-au prezentat planul pentru contraofensiva de la Stalingrag după o masă rotundă de o noapte întreagă.. Două luni mai târziu, pe 19 noiembrie, în condițiile în care Stalingradul continua să reziste, a fost lansată Operațiuea Uranus. Jukov fusese trimis să coordoneze Operațiunea Marte (contraofensiva de la Rjev), iar Vasilevski a rămas lângă Stalingrad să execute dubla învăluire care avea să ducă în cele din urmă la încercuirea forțelor Axei din regiune  și la anihilarea armatelor lor căzute în capcană. Planul contraofensivei de la Stalingrad a dat naștere la unele dezbateri între Vasilevski și Constantin Rokossovski, acesta din urmă dorind ca să fie prevăzut un atac suplimentar care să curețe orașul de elementele inamice cantonate aici. Refuzul lui Vasilevski de a-i urma sfaturile tactice ale camaradului său i-au fost reproșate de Rokossovski mulți ani după încheierea războiului. Armata în discuție era Armata a 2-a de Gardă comandată de Rodion Malinovski pe care Vasilevski o destinase stopării contraatacului german extrem de periculos lansat de Corpul al 57 Panzer din zona Kotelnikovo.

#### Victoria sovietică

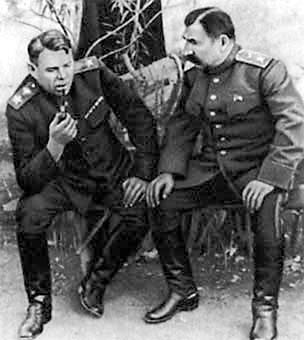
Vasilevski şi Semion Budionnîi în Donbas, 1943.

În ianuarie 1943, Vasilevski a coordonat ofensiva din regiunea cursului superior al râului Don lângă Voronej și Ostrogojsk, care s-a încheiat cu încercuirea și distrugerea mai multor divizii ale Axei. La mijlocul lunii ianuarie, Vasilevski a fost avansat la gradul de general de armată, iar după doar alte 29 de zile, pe 6 februarie 1943, la gradul de Mareșal al Uniunii Sovietice.
În martie 1943, după apariția pungii de la Kursk și după eșecul de la Harkov, Stalin și STAVKA au trebuit să hotărască dacă ofensiva generală trebuia să continue în ciuda ultimului eșec, sau dacă era mai bine să se adopte o poziție defensivă. Vasilevski și Jukov au reușit să-l convingă pe Stalin că ofensiva trebuia oprită pentru o vreme și trebuia așteptată inițiativa Wehrmachtului. Când a fost evident că ofensiva germană a fost amânată și nu va mai avea loc în mai 1943 după cum se așteptau sovieticii, Vasilevski a reușit să-l convingă pe Stalin să aștepte în continuare atacul german, mai degrabă decât să ordone executarea unui atac preventic, după cum propunea  Nikita Hrușciov.  Când în sfârșit s-a declanșat Bătălia de la Kursk pe 4 iulie 1943, Vasilevski a fost responsabil pentru Fronturile Voronej și al Stepei. După înfrângerea germanilor la Kursk și declanșarea contraofensivei generale pe malul stâng al Nipruului, Vasilevski a conceput și coordonat operațiunile ofensive în regiunea Donbasului. Mai târziu, în același an, el a conceput planurile și a condus operațiunile de luptă pentru eliberarea Peninsula Crimeea.
La începutul anului 1944, Vasilevski a coordinat ofensiva sovietică pe malul drept al Niprului, care s-a încheiat cu victoria decisivă din estul Ucrainei. Pe 10 aprilie 1944, în ziua în care Odesa a fost recucerită, Vasilevski a fost decorat cu Ordinul Victoriei. (Primul a fost acordat lui Jukov, iar un altul l+a primit Stalin). În timpul unei inspecții în Sevastopol, mașina lui Vasilevski a călcat pe o mină  (10 mai). Mareșalul a fost evacuat la Moscova, pentru refacere după rănile suferite în explozie.
În timpul  Operațiunii Bagration, contraofensiva generală din Belarus, Vasilevski a coordonat ofensiva Fronturilor Baltice și Belarus. Când forțele sovietice au intrat în țările baltice, Vasilevski și-a asumat responsabilitate pentru toate fronturile baltice. Pe 29 iulie 1944, el a primit titlul de Erou al Uniunii Sovietice, ca recunoaștere a succeselor lui militare. În februarie 1945, Vasilevski a fost numit din nou la comanda Frontului al 3-lea belarus, în fruntea căruia a luptat în Operațiunea Prusia Răsăriteană, lăsând postul de șef al Marelui Stat Major lui Alexei Antonov. În funcția de comandant al frontului, Vasilevski a condus operațiunile din Prusia Răsăriteană și a organizat atacurile asupra orașelor Königsberg și Pillau. Tot el a fost cel care a negociat termenii capitulării garnizoanei din Königsberg. După război, comandantul german din Königsberg a pretins că Vasilevsky nu a respectat garanțiile date naziștilor în timpul negocierilor. Este adevărat că Vasilevski a promis că soldații germani  nu vor fi executați, că prizonierii, civilii și răniții vor fi tratați decent, și că prizonierii vor fi trimiși în  Germania la sfârșitul războiului. În schimb, comandantul german al Königsbergului a rămas prizonier timp de 10 ani și s-a reîntors în patrie în 1955, odată cu mulți alți prizonieri germani, soldați și ofițeri, iar întreaga populație civilă a Prusiei Orientale a fost evacuată. Pentru succesul de la  Königsberg, Vasilevski a primit un al doilea Ordin al Victoriei.

#### Operațiunea Furtună de August
În timpul ofensivei din vara anului 1944, Stalin a anunțat că-l va numi pe Vasilevski Comandant Suprem al Forțelor sovietice în Orientul Îndepărtat imediat după ce războiul din Europa va fi încheiat. Vasilevski a început să schițeze planurile pentru războiul cu Japonia la sfârșitul anului 1944 și a început pregătirile de luptă pe 27 aprilie 1945. În iunie 1945, Stalin i-a aprobat planul, iar Vasilevski  a primit numirea oficială în funcția de Comandant Suprem al forțelor sovietice din Orientul Îndepărtat și a plecat la Cita de unde urma să coordoneze executarea planului.
În timpul fazei de pregătire, Vasilevski a repetat cu șefii armatelor din subordine fazele de început ale ofensivei. În numai 24 de zile, de pe 9 august până pe 2 septembrie 1945, armatele japoneze din Manchukuo au fost învinse, partea sovietică având numai 37.000 de morți dintr-un total de 1.600.000 de soldați. Pentru acest succes, Vasilevski a primit cel de-al doilea titulu de Erou al Uniunii Sovietice pe 8 septembrie.

### Perioada postbelică
Între 1946 și 1949, Vasilevski a rămas șeful Marelui Stat Major, după care a fost numit ministru al apărării (1949 – 1953). După moartea lui Stalin din 1953, Vasilevski a căzut în disgrație și a fost înlocuit de Nicolai Bulganin, dar a fost numit adjunct al ministrului apărării naționale, însărcinat cu cercetarea militară, o poziție secundară fără prea mare importanță militară. Vasilevski a fost pensionat după un an de Nikita Hrușciov, devenind astfel una dintre victimile epurării nesângeroase care l-a eliminat din fruntea armatei și pe Jukov. În 1959, Vasilevski a fost numit într-o funcție decorativă de Inspector general al Ministerului apărării. Mareșalul și-a publicat memoriile în 1973, Problema întregii vieți. Alexandr Vasilevski a murit pe 5 decembrie 1977. Cenușa sa a fost zidită în zidul Kremlinului.

## Decorații

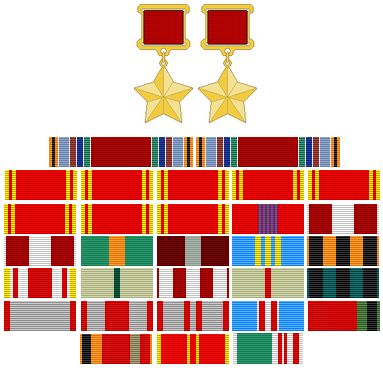
Reconstrucţie a baretei decoraţiilor lui Vasilevski (fără decoraţiile străine).

În memoriile sale, Vasilevski amintește de uimirea lui Stalin, când liderul sovietic a văzut, în timpul unei ceremonii din Kremlin de pe 4 decembrie 1941, la pieptul generalului doar un Ordin Steagul Roșu și o medalie. Până la sfârșitul războiului, Vasilevski avea să devină unul dintre cei mai decorați comandanți din istoria Armatei Roșii.
Vasilevski a fost decorat de-a lungul carierei sale cu ordinele sovietice: 
- Steaua de Aur a Eroului Uniunii Sovietice (de două ori);
- Ordinul Victoriei (de două ori);
- Ordinul Lenin (de opt ori);
- Ordinul Revoluția din Octombrie;
- Ordinul Steagul Roșu (de două ori);
- Ordinul Suvorov clasa I;
- Ordinul Steaua Roșie;
- Ordinul pentru Serviciu în Slujba Patriei și a Forțelor Armatei.

Vasilevsky a decorat cu 14  medalii. 
- Apărarea Leningradului;
- Apărarea Moscovei;
- Apărarea Stalingradului;
- Cucerierea Königsbergului.
- Medalia pentru Victoria împotriva Germaniei
- Medalia pentru Victoria împotriva Japoniei.
- alte medalii comemorative (la a 20-a, 30-a, 40-a și a 50-a aniversare a creeării Forțelor Armate Sovietice; la a 20-a și 30-a aniversare a victoriei din Marele Război Patriotic, a 800-a aniversare a Moscovei și a 100-a aniversare a nașterii lui Lenin.

Vasilevski a primit decorații străine, așa cum a fost Ordinul polonez Virtuti Militari din partea autorităților comuniste de la Varșovia.